# Route nationale 473
Die N473 war von 1933 bis 1973 eine französische Nationalstraße, die zwischen Beure und der N471 nordöstlich von Nozeroy verlief. Ihre Länge betrug 57,5 Kilometer. In den 1980er Jahren wurde die abgestufte Straße Teil der neuen D9.